# Niuas
Les Niuas (ou Niua) forment le groupe d'îles des Tonga le plus septentrional.
Il se compose de trois îles : Niuafoʻou, Niuatoputapu et Tafahi. L'ensemble du groupe a une superficie de 71 km2 pour une population de 1 650 habitants. Le village le plus peuplé est Hihifo sur Niuatoputapu. Le sommet volcanique de Tafahi (Piu 'o Tafahi) est le point culminant des Niuas avec une altitude de 560 m.

## Toponymie

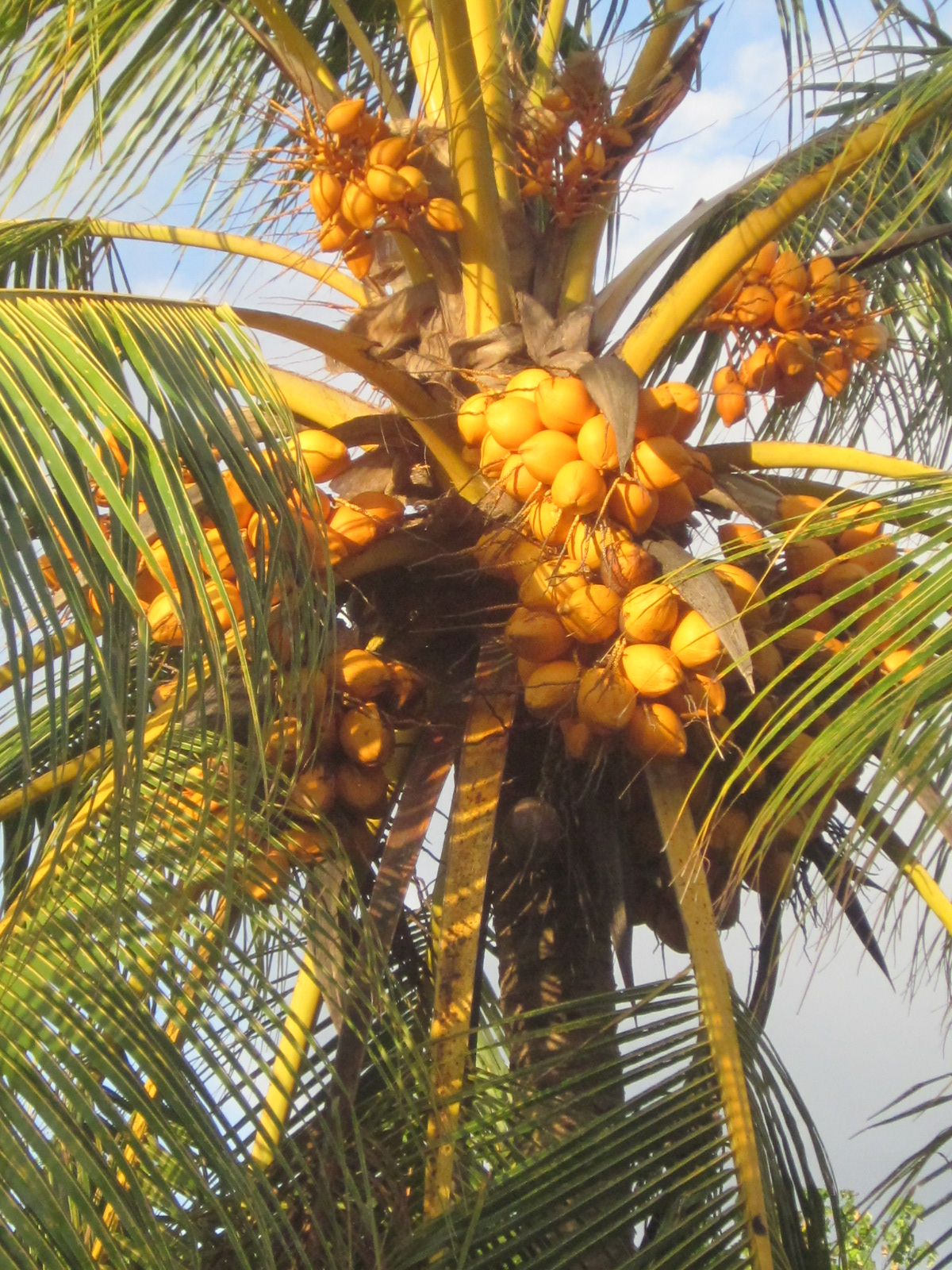
Les Niuas tirent leur nom des abondantes noix de coco.

Le mot niua est composé du proto-polynésien niu (noix de coco) et du suffixe -a signifiant « en abondance, en grande quantité ». Ce terme est utilisé pour qualifier l'ensemble d'îles des Niuas.
Le linguiste Paul Geraghty note que l'abondance de noix de coco, notée par les premiers habitants Lapita, a également été remarquée par les explorateurs hollandais Willem Schouten et Jacob Le Maire en 1616, qui ont nommé Tafahi Cocos-Eylant (île des noix de coco).

## Géographie
Les Niuas sont les sommets de volcans sous-marins dont certains étaient encore en activité jusqu'à une époque récente. Le volcan de Niuafo'ou est toujours actif : en 1946, une éruption poussa le gouvernement tongien à évacuer la population à Tongatapu et 'Eua. Les habitants ne furent autorisés à revenir sur l'île qu'en 1958.
Niuafoʻou se situe au sein du bassin de Lau, sur la microplaque tectonique de Niuafoʻou.

## Histoire

### Peuplement

Carte montrant la séparation du proto-polynésien en deux groupes linguistiques distincts. Les Niuas font partie du groupe polynésien nucléaire, contrairement aux Tonga.

Paul W. Taylor (1995) estime que les îles de Niuafoʻou et Niuatoputapu ont pu être peuplées aux alentours du Ier millénaire av. J.-C. par des Lapita. Peu à peu, ces populations développent une culture propre, partagée avec les îles des Tonga, de Samoa, d'Uvea (Wallis) et de Futuna : c'est ce que Patrick Vinton Kirch et Roger Green (2001) appellent la Polynésie ancestrale. La langue commune est le proto-polynésien.
Les études linguistiques ont permis de montrer que les Niuas appartenaient au groupe « polynésien nucléaire », avec Samoa, Uvea et Futuna, tandis que les Tonga et Niue formaient un second groupe. Culturellement et linguistiquement, les trois îles des Niuas étaient donc plus proches de leurs voisins au nord que des îles des Tonga auxquelles elles sont rattachées aujourd'hui.
Deux langues autochtones se sont développées : le niuatoputapu, langue aujourd'hui disparue mais qui est attestée en 1616 et le niuafo'ou, parlé sur l'île du même nom et aujourd'hui en grand danger de disparition. Aujourd'hui, les habitants parlent le tongien.

#### Conquête tongienne
L'île de Niuafoʻou a été conquise par les Tongiens probablement au XIIIe  ou  XIVe siècle. Sous le règne du 24e Tuʻi Tonga, Kauʻulufonua Fekai (vers 1470), le royaume des Tonga s'étendait jusqu'à Niuafoʻou, Niuatoputapu et ʻUvea (Wallis).

### Premiers contacts européens
Les premiers Européens à aborder les îles des Niuas sont les Hollandais Willem Schouten et Jacob Le Maire, au cours de leur circumnavigation en 1616.

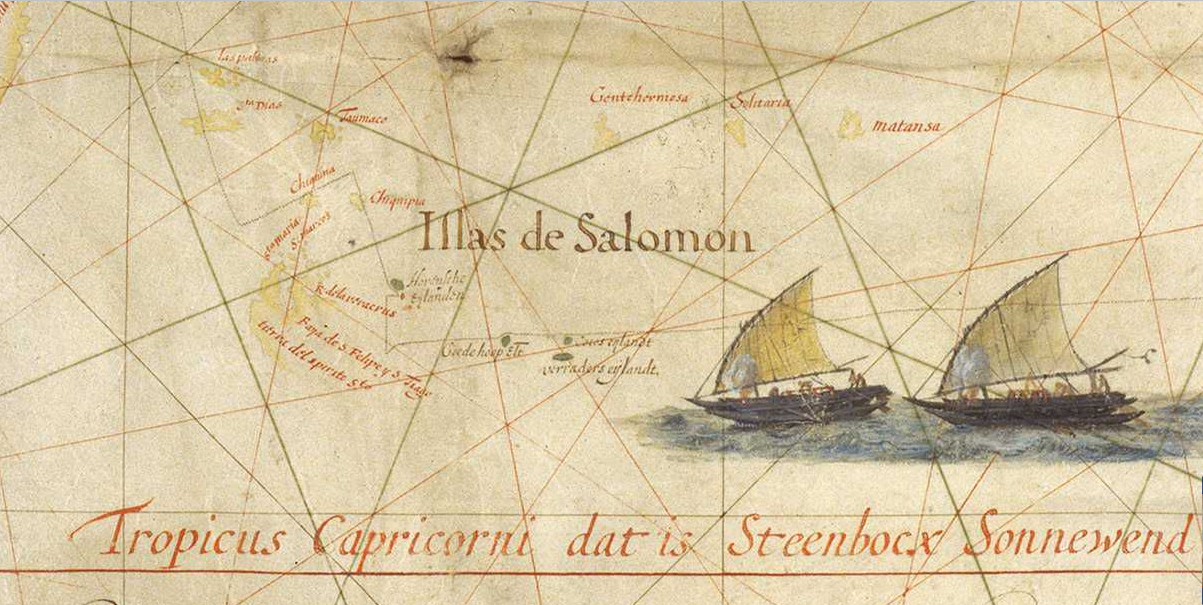
Carte de 1622 montrant au centre, l'île de Bonne Espérance (Niuafo'ou), l'île Coco (Tafahi) et l'île des Traîtres (Niuatoputapu), abordées par Jacob Le Maire et Willem Schouten en 1616.
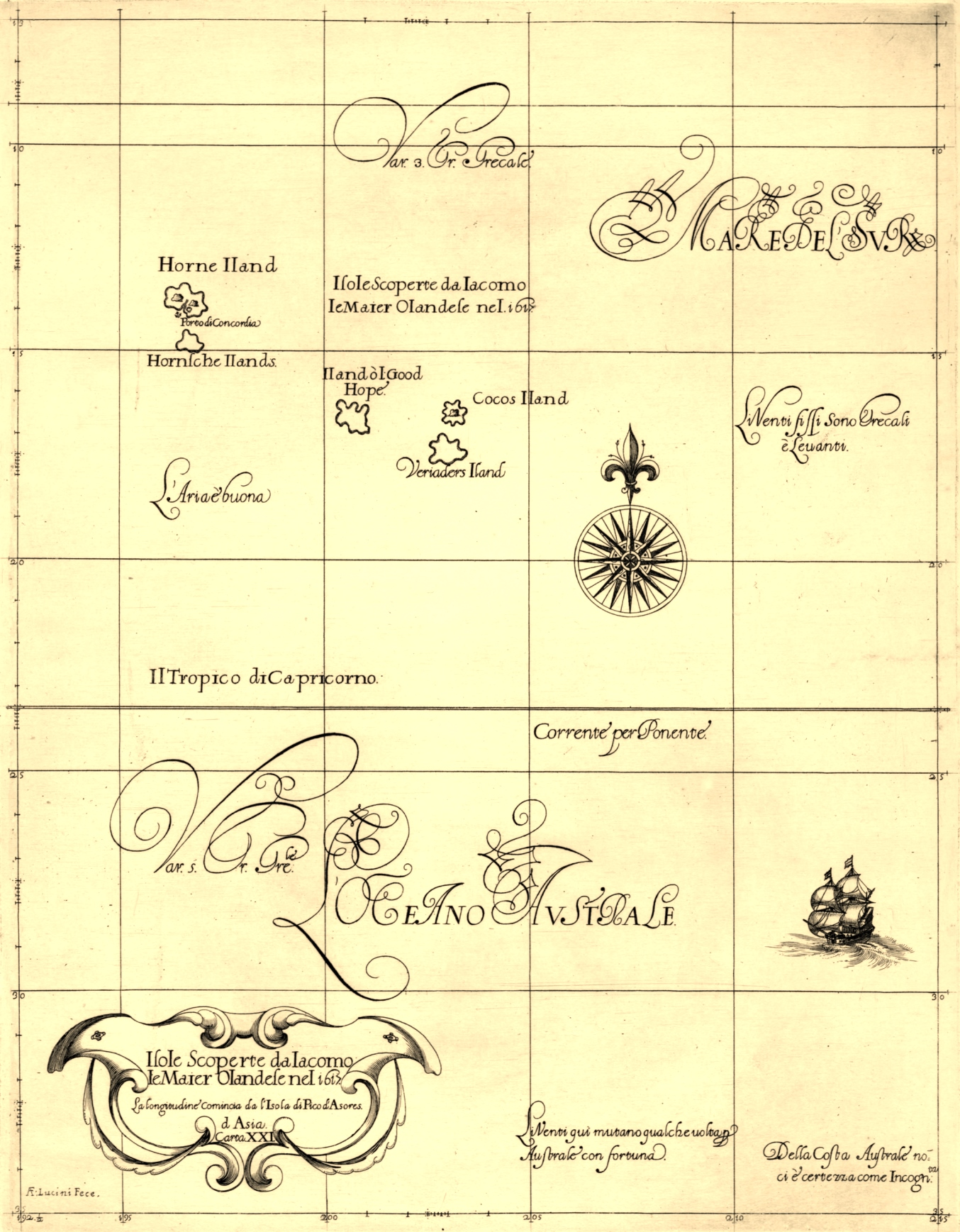
Carte de 1646 montrant les Niuas ainsi que Futuna et Alofi (Robert Dudley, Dell'Arcano del Mare).
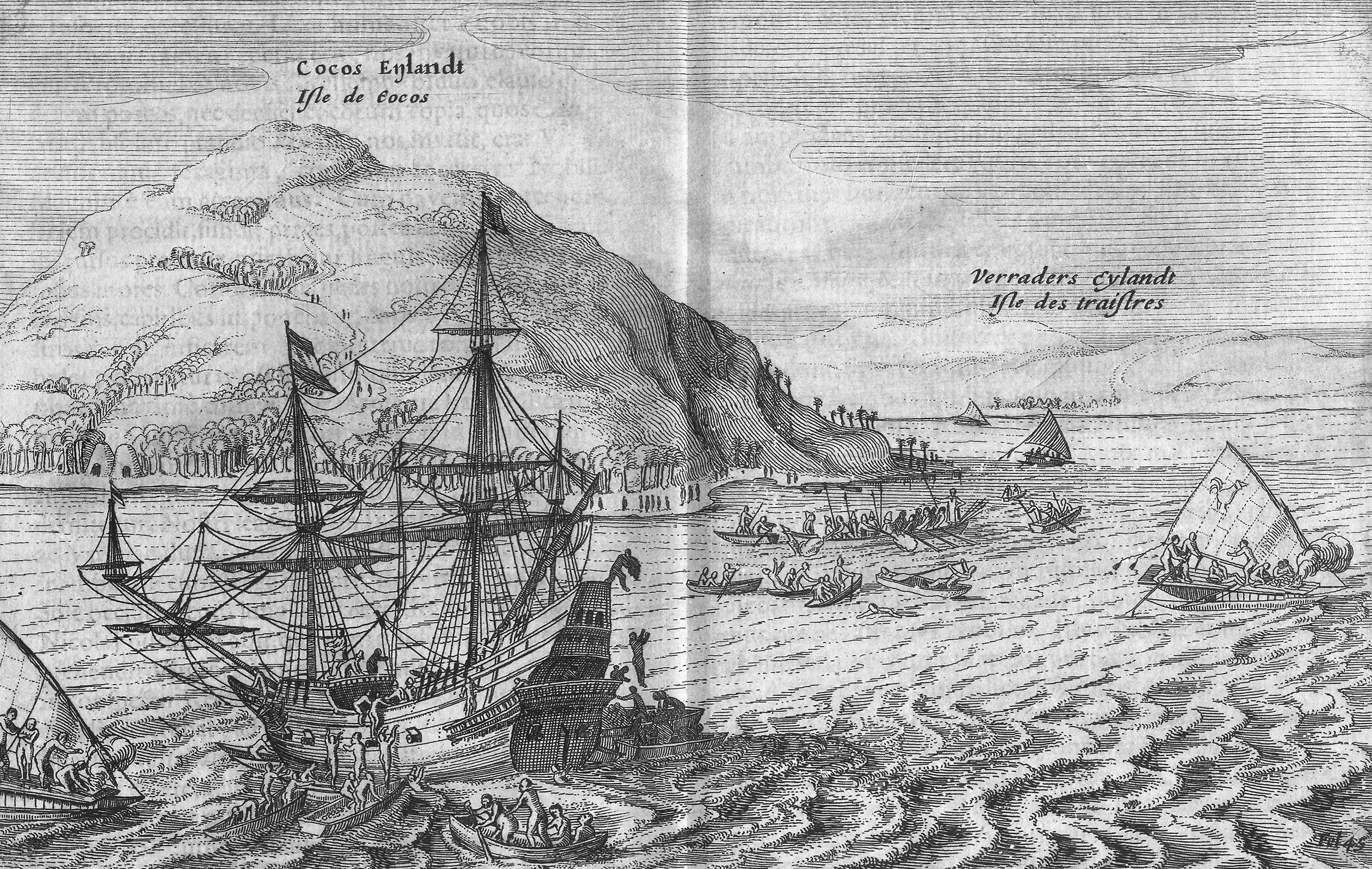
Cocos-Eylant (île des noix de coco), nom donné par les Hollandais à Tafahi en 1616.